# Festival de Cannes 2001
La 54e édition du Festival de Cannes a lieu du 9 au 20 mai 2001. La maîtresse de cérémonie est l'actrice britannique Charlotte Rampling.

## Jurys

### Compétition
- Liv Ullmann, actrice et réalisatrice (présidente du jury) -  Norvège
- Charlotte Gainsbourg, comédienne -  France- Royaume-Uni
- Edward Yang, réalisateur -  Taïwan
- Julia Ormond, comédienne -  Royaume-Uni
- Mathieu Kassovitz, réalisateur -  France
- Mimmo Calopresti, réalisateur -  Italie
- Moufida Tlatli, réalisatrice -  Tunisie
- Philippe Labro, journaliste et réalisateur -  France
- Sandrine Kiberlain, comédienne -  France
- Terry Gilliam, réalisateur -  Royaume-Uni

À l'origine, le jury du 54e Festival devait être présidé par l'actrice américaine Jodie Foster, mais enceinte et retenue en dernière minute sur le tournage de Panic Room de David Fincher où elle remplaçait Nicole Kidman au pied levé, elle doit renoncer à son poste « la mort dans l'âme ». C'est la comédienne norvégienne Liv Ullmann qui prend sa place et Foster s'arrange pour venir à Cannes le soir de la clôture afin de remettre un prix.

### Caméra d'or
- Maria de Medeiros, comédienne et réalisatrice, présidente du Jury
- Loïc Barbier, cinéphile
- Stefano Della Casa, critique
- Sophie Denize, représentante des industries techniques
- Franck Garbaz, critique
- Dominique Le Rigoleur, directeur de la photographie
- Claire Simon, réalisatrice

### Cinéfondation et courts métrages
- Érick Zonca, réalisateur, président du jury
- Valeria Bruni Tedeschi, comédienne
- Samira Makhmalbaf, réalisatrice
- Rithy Panh, réalisateur
- Lynne Ramsay, réalisatrice

## Sélections

### Sélection officielle

#### Compétition
La sélection officielle en compétition se compose de 23 films :
| Titre                                              | Réalisation                  | Pays                 | Distribution                             |
| -------------------------------------------------- | ---------------------------- | -------------------- | ---------------------------------------- |
| Moulin Rouge (film d'ouverture)                    | Baz Luhrmann                 | Australie États-Unis | Nicole Kidman, Ewan McGregor             |
| De l'eau tiède sous un pont rouge                  | Shōhei Imamura               | Japon                | Mitsuko Baishō, Mansaku Fuwa             |
| Desert Moon                                        | Shinji Aoyama                | Japon                | Kumiko Akiyoshi, Ken'ichi Hagiwara       |
| Distance                                           | Hirokazu Kore-eda            | Japon                | Tadanobu Asano, Yūsuke Iseya             |
| Éloge de l'amour                                   | Jean-Luc Godard              | France               | Bruno Putzulu, Cécile Camp               |
| Le Métier des armes                                | Ermanno Olmi                 | Italie               | Sandra Ceccarelli, Sergio Grammatico     |
| La Chambre des officiers                           | François Dupeyron            | France               | Éric Caravaca, André Dussollier          |
| La Pianiste                                        | Michael Haneke               | Autriche             | Isabelle Huppert, Benoît Magimel         |
| La Répétition                                      | Catherine Corsini            | France               | Emmanuelle Béart, Pascale Bussières      |
| La Chambre du fils                                 | Nanni Moretti                | Italie               | Nanni Moretti, Laura Morante             |
| Millennium Mambo                                   | Hou Hsiao-hsien              | Taïwan               | Shu Qi, Jack Kao                         |
| Mulholland Drive                                   | David Lynch                  | États-Unis           | Naomi Watts, Laura Harring               |
| Et là-bas, quelle heure est-il ?                   | Tsai Ming-liang              | Taïwan               | Chen Shiang-chyi, Lee Kang-sheng         |
| No Man's Land (en compétition pour la Caméra d'or) | Danis Tanović                | Bosnie-Herzégovine   | Rene Bitorajac (en), Branko Đurić        |
| Pau et son frère                                   | Marc Recha                   | Espagne              | David Selvas, Luis Hostalot              |
| Roberto Succo                                      | Cédric Kahn                  | France               | Stefano Cassetti, Isild Le Besco         |
| Kandahar                                           | Mohsen Makhmalbaf            | Iran                 | Nelofer Pazira, Hassan Tantai            |
| Shrek (en compétition pour la Caméra d'or)         | Andrew Adamson, Vicky Jenson | États-Unis           | Mike Myers, Eddie Murphy, Cameron Diaz   |
| Taurus                                             | Alexandre Sokourov           | Russie               | Maria Kouznetskova (ru), Leonid Mozgovoi |
| The Barber (The Man Who Wasn't There)              | Joel et Ethan Coen           | États-Unis           | Billy Bob Thornton, James Gandolfini     |
| The Pledge                                         | Sean Penn                    | États-Unis           | Jack Nicholson, Robin Wright Penn        |
| Va savoir                                          | Jacques Rivette              | France               | Jeanne Balibar, Jacques Bonnaffé         |
| Je rentre à la maison                              | Manoel de Oliveira           | Portugal             | Michel Piccoli, Leonor Baldaque          |

#### Un certain regard
La section Un certain regard comprend 24 films :
| Titre                              | Réalisation                          | Pays           |
| ---------------------------------- | ------------------------------------ | -------------- |
| Amour d'enfance                    | Yves Caumon                          | France         |
| L'Homme qui marche sur la neige    | Masahiro Kobayashi                   | Japon          |
| Atanarjuat                         | Zacharias Kunuk                      | Canada         |
| Carrément à l'ouest                | Jacques Doillon                      | France         |
| Clément                            | Emmanuelle Bercot                    | France         |
| Demain                             | Francesca Archibugi                  | Italie         |
| Les Larmes du tigre noir           | Wisit Sasanatieng                    | Thaïlande      |
| Gagner la vie                      | João Canijo                          | Portugal       |
| H Story                            | Nobuhiro Suwa                        | Japon          |
| Mariage tardif                     | Dover Kosashvili                     | Israël         |
| Hijack Stories                     | Oliver Schmitz                       | Afrique du Sud |
| La Route                           | Darezhan Omirbaev                    | Kazakhstan     |
| Kaïro                              | Kiyoshi Kurosawa                     | Japon          |
| La Libertad                        | Lisandro Alonso                      | Argentine      |
| Histoire d'hommes à Pékin          | Stanley Kwan                         | Hong Kong      |
| Le parole di mio padre             | Francesca Comencini                  | Italie         |
| Lovely Rita                        | Jessica Hausner                      | Autriche       |
| Le Singe                           | Aktan Abdykalykov                    | Kirghizistan   |
| No Such Thing                      | Hal Hartley                          | États-Unis     |
| Pattiyude Divasam                  | Murali Nair                          | Inde           |
| Christmas                          | Abel Ferrara                         | États-Unis     |
| Storytelling                       | Todd Solondz                         | États-Unis     |
| The Anniversary Party              | Jennifer Jason Leigh et Alan Cumming | États-Unis     |
| Rien que nous deux (court-métrage) | Alexander Veledinski                 | Russie         |

#### Hors compétition
| Titre                               | Réalisation          | Pays       | Distribution                        |
| ----------------------------------- | -------------------- | ---------- | ----------------------------------- |
| ABC Africa                          | Abbas Kiarostami     | Iran       |                                     |
| Apocalypse Now Redux                | Francis Ford Coppola | États-Unis | Martin Sheen, Robert Duvall         |
| Avalon                              | Mamoru Oshii         | Japon      | Małgorzata Foremniak, Jerzy Gudejko |
| CQ                                  | Roman Coppola        | États-Unis | Jeremy Davies, Élodie Bouchez       |
| Human Nature                        | Michel Gondry        | États-Unis | Tim Robbins, Rhys Ifans             |
| Mon voyage en Italie                | Martin Scorsese      | Italie     |                                     |
| Les Âmes fortes                     | Raoul Ruiz           | France     | Laetitia Casta, Frédéric Diefenthal |
| Sobibor, 14 octobre 1943, 16 heures | Claude Lanzmann      | France     |                                     |
| Le Centre du Monde                  | Wayne Wang           | États-Unis | Molly Parker, Peter Sarsgaard       |
| Trouble Every Day                   | Claire Denis         | France     | Béatrice Dalle, Vincent Gallo       |

### Quinzaine des réalisateurs
| Titre                                             | Réalisation                          | Pays             |
| ------------------------------------------------- | ------------------------------------ | ---------------- |
| Big Bad Love                                      | Arliss Howard                        | États-Unis       |
| Bleu profond (The Deep End)                       | Scott McGehee et David Siegel        | États-Unis       |
| Boli Shaonu                                       | Lai Miu-suet                         | Hong Kong        |
| Ceci est mon corps                                | Rodolphe Marconi                     | France           |
| Chelsea Walls                                     | Ethan Hawke                          | États-Unis       |
| Fatma                                             | Khaled Ghorbal                       | Tunisie          |
| Hush!                                             | Ryōsuke Hachigushi                   | Japon            |
| I Nostri Anni                                     | Daniele Gaglianone                   | Italie           |
| Jeunesse dorée                                    | Zaïda Ghorab-Volta                   | France           |
| Made in the USA                                   | Sólveig Anspach                      | Belgique         |
| Marfa și banii                                    | Cristi Puiu                          | Roumanie         |
| Martha... Martha                                  | Sandrine Veysset                     | France           |
| Mesto na zemle                                    | Artur Aristakisjan                   | Russie           |
| Ming dai ahui zuh                                 | Hsiao Ya-chuan                       | Taïwan           |
| L'Orphelin d'Anyang (安阳的孤儿, Ānyáng de gū'ér) | Wang Chao                            | Chine            |
| Operai, contadini                                 | Jean-Marie Straub et Danièle Huillet | France           |
| Pauline et Paulette                               | Lieven Debrauwer                     | Belgique         |
| Queenie in Love                                   | Amos Kollek                          | États-Unis       |
| Rain                                              | Christine Jeffs                      | Nouvelle-Zélande |
| Slogans                                           | Gjergj Xhuvani                       | Albanie          |
| La Trace de Moloktchon                            | Louis Jammes                         | France           |
| La Traversée                                      | Sébastien Lifshitz                   | France           |

### Semaine de la critique

#### Compétition

##### Longs métrages
- Almost Blue d'Alex Infascelli (Italie)
- Bolivia d'Adrián Caetano (Argentine)
- La Femme qui boit de Bernard Émond (Canada)
- Le Pornographe de Bertrand Bonello (France/Canada)
- Under the Moonlight (Zir-é Noor-é Maah) de Reza Mirkarimi (Iran)
- Unloved de Kunitoshi Manda (Japon)
- Ville éphémère (Efimeri Poli) de Giorgos Zafiris (Grèce)

##### Courts métrages
- Les Aventures de Klaus aux commandes du chariot élévateur (Staplerfahrer Klaus – Der Erste Arbeitstag) de Jörg Wagner et Stefan Prehn (Allemagne)
- Le Dos au mur de Bruno Collet (France)
- Eat de Bill Plympton (Etats-Unis)
- L’Enfant de la haute mer de Laëtitia Gabrielli, Pierre Marteel, Mathieu Renoux, Max Tourret (France)
- Field de Duane Hopkins (Royaume-Uni)
- Noche de Bodas de Carlos Cuarón (Mexique)
- Stranger And Native (Biganeh Va Boumi) d'Ali Mohammad Ghasem (Iran)

#### Séances spéciales

##### Longs métrages
- La Plage noire de Michel Piccoli (France) (film d'ouverture)
- Nuages, Lettres à mon fils de Marion Hänsel (Belgique) (film de clôture)
- Kes de Ken Loach (Royaume-Uni)

##### Prix de la critique du court métrage
- Souffle de Delphine et Muriel Coulin (France)
- Taivas Tiella de Johanna Vuoksenmaa (Finlande)

## Palmarès

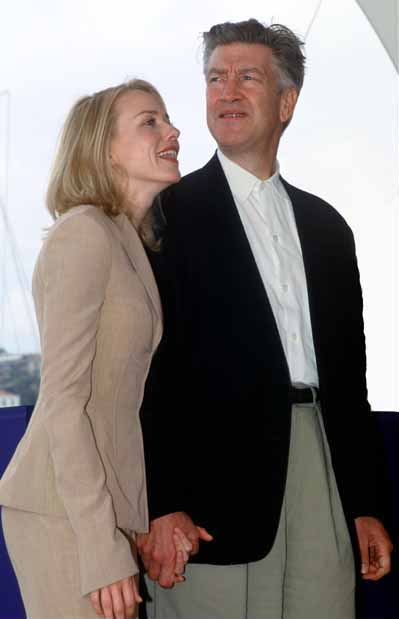
Naomi Watts et David Lynch viennent à Cannes avec un film sur les lieux légendaires de Hollywood : Mulholland Drive.

### Compétition
| Prix                                           | Attribué à                                                                         | Pays               |
| ---------------------------------------------- | ---------------------------------------------------------------------------------- | ------------------ |
| Palme d'or                                     | La Chambre du fils de Nanni Moretti                                                | Italie             |
| Grand prix                                     | La Pianiste de Michael Haneke                                                      | Autriche           |
| Prix d'interprétation masculine                | Benoît Magimel dans La Pianiste                                                    | France             |
| Prix d'interprétation féminine (à l'unanimité) | Isabelle Huppert dans La Pianiste                                                  | France             |
| Prix de la mise en scène (ex-æquo)             | Joel et Ethan Coen pour The Barber                                                 | États-Unis         |
| Prix de la mise en scène (ex-æquo)             | David Lynch pour Mulholland Drive                                                  | États-Unis         |
| Prix du scénario                               | Danis Tanović pour No Man's Land                                                   | Bosnie-Herzégovine |
| Prix du jury                                   | Tu Duu-Chih pour le son de Millennium Mambo et de Et là-bas, quelle heure est-il ? | Taïwan             |

- Caméra d'Or : Atanarjuat de Zacharias Kunuk

### Courts métrages
- Palme d'Or du court métrage : Bean Cake de David Greenspan
- Prix du Jury (ex æquo) :
  - Pizza passionata de Kari Juusonen
  - La Petite Chérie à son papa (Daddy's girl) de Irvine Allan

### Un Certain Regard
- Prix Un Certain Regard : Amour d'enfance d'Yves Caumon

### Cinéfondation
- Premier Prix de la Cinéfondation : Portrait de Sergei Loznitsa
- Deuxième Prix de la Cinéfondation : Reparation de Jens Jonsson
- Troisième Prix de la Cinéfondation (ex æquo) :
  - Dai bi de Yang Chao
  - Crow stone d’Alicia Duffy

### Prix FIPRESCI
Le prix FIPRESCI du Festival de Cannes est remis à 4 films.
| Attribué à                                | Réalisateur      | Pays   | Section                    |
| ----------------------------------------- | ---------------- | ------ | -------------------------- |
| La Chambre du fils (La stanza del figlio) | Nanni Moretti    | Italie | Compétition                |
| Séance (降霊, Kōrei)                      | Kiyoshi Kurosawa | Japon  | Un Certain Regard          |
| Martha... Martha                          | Sandrine Veysset | France | Quinzaine des Réalisateurs |
| Le Pornographe                            | Bertrand Bonello | France | Semaine de la Critique     |